# Husky (rappeur)
Pour les articles homonymes, voir Husky.
Husky (russe : Хаски), de son nom civil Dmitri Nikolaïevitch Kouznetsov (russe : Дми́трий Никола́евич Кузнецо́в ; né le 10 février 1993 à Irkoutsk), est un rappeur russe. Son style musical est connu pour son utilisation d'un lyrisme sombre et évocateur, de schémas de rimes complexes et de techniques musicales comme l'assonance et l'allitération. Ses morceaux provocateurs sont connus pour être poétiquement contradictoires avec son image de gopnik, son aptitude à coaliser l'existentialisme philosophique, les condamnations bibliques et les références sophistiquées à la littérature russe et européenne semblant antithétiques avec ses caractéristiques plus obscènes et antihumanistes.

## Biographie
Dmitri Nikolaïevitch Kouznetsov naît le 10 février 1993 à Irkoutsk, en Sibérie. Il déménage en Bouriatie à l'âge de trois mois. À l'âge de trois ans, il apprend à lire à l'aide de la littérature russe et à quatre ans, il est officiellement baptisé, bien que sa mère fréquente à la fois des églises chrétiennes et des datsan bouddhistes.
Lorsqu'il commence à aller à l'école, il déménage à Oulan-Oudé pour vivre avec sa mère après avoir vécu avec sa tante à la campagne. En 2021, il publie le morceau За Байкалом (Za Baïkalom) consacrée à sa vie et à sa famille en Bouriatie. Il commence à écrire et à rapper à l'âge de 15 ans.
En 2010, à l'âge de 16 ans, Dmitry Kuznetsov quitte Oulan-Oude pour Moscou, passe l'examen d'État unifié de langue russe et commence à étudier à la faculté de journalisme de l'université d'État de Moscou,,. Il habite dans la résidence pour étudiants de troisième cycle et stagiaires (DAS) de l'université d'État de Moscou, où il vit pendant les cinq années suivantes. Toujours en 2010, lors de sa première année d'études à l'université d'État de Moscou, M. Kuznetsov travaille comme journaliste à NTV, VGTRK, et Russia-1, la principale chaîne d'information financée par l'État en Russie. À Russian-1, il travaille comme censeur pour le contenu télévisé à l'écran : « Mes tâches consistaient à regarder les chaînes ukrainiennes et européennes et à rechercher les bêtisiers dans leurs reportages, afin qu'ils puissent ensuite être diffusés à l'antenne », ce qui lui donne envie de se décider à devenir journaliste, voire correspondant de guerre, et de se rendre dans des endroits comme la Novorossiya ou Donetsk.
C'est toutefois en 2011 qu'il commence à s'impliquer politiquement, en participant aux manifestations de l'opposition (2011-2013), une période de trois ans de manifestations et de contre-manifestations simultanées dans toute la Russie, provoquées par la participation du gouvernement à des fraudes électorales et par des abus de pouvoir endémiques visant à contrôler et à réduire au silence les dirigeants de l'opposition politique. Il déclare qu'à l'époque, les protestations étaient à la mode chez les jeunes et que beaucoup y participaient parce que c'était une chose à faire. En 2013, sa carrière solo débute avec son premier album « Sbch life » qui fait référence à la dynamique sociopolitique de la révolution des neiges, à Vladimir Poutine et à son opinion sur l'opposant politique Alexeï Navalny.
Dans une interview accordée au Village en 2016, il déclare qu'il n'avait pas terminé son diplôme à l'Université d'État de Moscou et qu'il l'avait quitté prématurément sans avoir rempli les conditions d'obtention du diplôme en raison de l'évolution de la société russe et de son sentiment qu'il n'était plus nécessaire de le faire. La situation politique interne devenant très anxiogène, il estime qu'il n'avait plus besoin de terminer le programme ou qu'il ne voulait plus le faire.
Après avoir quitté l'université en 2015, il commence à faire carrière dans le rap. En 2016, il déclare qu'il gagne très peu avec le rap et qu'il vit modestement de ses revenus. Il accepte des petits boulots musicaux, par exemple en travaillant au poste de contrôle des billets pour un concert du Big Russian Boss, le concert en question ayant eu lieu en novembre de la même année.
Étant donné que les principales populations de Russie vivent dans une dizaine de villes, dont Moscou qui, avec ses 12 678 080 habitants, est la 11e ville la plus peuplée de la planète, Kuznetsov déclare qu'il se sentait pris au piège de la ville. Il déclare également qu'en raison du prix élevé du billet d'avion, il ne pouvait pas rentrer chez lui à Oulan-Oudé, bien qu'en 2021, il se soit rendu chez lui à plusieurs reprises, comme en témoignent un post Instagram datant du 16 octobre 2020 et son morceau Beyond Baikal, dont la pochette le représente de retour dans sa maison natale.

## Discographie

### Albums studio
- 2013 : сбчь жзнь
- 2017 : Любимые песни (воображаемых) людей[14],[15]
- 2020 : Xochkhonog / Хошхоног

### Albums remixes
- 2018 : Искажение
- 2020 : это все ху

### Singles remixes
- 2021 : Хаски and Meroshi - Никогда-нибудь[16]

### EP
- 2015 : Автопортреты [17]
- 2018 : Триптих о Человечине[18]
- 2019 : U / У[19]
- 2024 : Русский Альбом

### Singles
- 2011 : Возвращение Легенды
- 2011 : На Улицах Будущего
- 2011 : Закономерные Случайности
- 2017 : Небо ненавидит наc
- 2017 : Крот 17
- 2017 : Смотрящий
- 2018 : Поэма о Родине
- 2019 : Седьмое октября
- 2021 : NPC
- 2022 : Эскимо / Eskimo[20]
- 2022 : Горячая Линия[20]
- 2022 : Ноктюрн
- 2023 : О Любви[21]
- 2024 : Сказки
- 2024 : Громко
- 2024 : Шансон 2

### Collaborations notables
- 2014 : Десятка (feat. Zakhar Prilepin)
- 2015 : РИЧ - Метан (В Комнате)
- 2015 : РИЧ - На океан (Столица feat. Zakhar Prilepin et Alexander F. Sklyar)
- 2015 : Zakhar Prilepin and Elefank[22] - Охотник (Revenge feat. РИЧ)
- 2023 : Little Buddhist - Мамбо (Mambo feat. Metaghetto)